# ليل زاني
ليل زاني (بالإنجليزية: Lil Zane) هو رابر وممثل أمريكي، ولد في 11 يوليو 1982 في الولايات المتحدة.

## وصلات خارجية
- ليل زاني على موقع IMDb (الإنجليزية)
- ليل زاني على موقع ألو سيني (الفرنسية)
- ليل زاني على موقع ميوزك برينز (الإنجليزية)
- ليل زاني على موقع أول موفي (الإنجليزية)
- ليل زاني على موقع قاعدة بيانات الأفلام السويدية (السويدية)
- ليل زاني على موقع أول ميوزيك (الإنجليزية)
- ليل زاني على موقع ديسكوغز (الإنجليزية)
- ليل زاني على موقع ديسكوغز (الإنجليزية)
- ليل زاني على موقع قاعدة بيانات الفيلم (الإنجليزية)
- ليل زاني على موقع كينوبويسك (الروسية)